# 1909 en cyclisme
| Années du cyclisme : 1906 - 1907 - 1908 - 1909 - 1910 - 1911 - 1912    |
| Décennies du cyclisme : 1870 - 1880 - 1890 - 1900 - 1910 - 1920 - 1930 |

Les faits marquants de l'année 1909 en cyclisme.

## Par mois

### Avril
- 4 avril : l'Italien Luigi Ganna gagne le Milan-San Remo.
- 11 avril : le Français Octave Lapize gagne le Paris-Roubaix.

### Mai
- 2 mai : le Belge Cyrille Van Houwaert gagne Bordeaux-Paris pour la deuxième fois.
- 9 mai : le Français Jean Alavoine devient champion de France sur route.
- 13 mai : départ de la première édition du Tour d'Italie.
- 16 mai : le Belge Victor Fastre gagne Liège-Bastogne-Liège.
- 30 mai : l'Italien Luigi Ganna gagne le Tour d'Italie.
- 30 mai : le Français Paul Duboc gagne le Tour de Belgique.
- 30 mai : l'Espagnol Vicente Blanco conserve son titre de champion d'Espagne sur route.
- 30 mai : le Suisse Charles Guyot devient champion de Suisse sur route.

### Juin
8 juin : le Belge Paul Deman gagne la première édition de l'Étoile Carolorégienne.
20 juin : le Luxembourgeois François Faber gagne Paris-Bruxelles.

### Juillet
- 5 juillet : départ du septième Tour de France. Pour la première fois un belge gagne une étape du Tour, Cyrille Van Houwaert s'impose dans la 1re étape Paris-Roubaix au sprint devant dans l'ordre : le Luxembourgeois François Faber, le Français Octave Lapize, son compatriote André Blaise et les Français Eugène Christophe et Ernest Paul (demi frère de Faber).Van Houwaert prend la tête de l'épreuve.
- 7 juillet : le Luxembourgeois François Faber gagne la deuxième étape du Tour de France Roubaix-Metz. Il relègue Octave Lapize 2e à 33 minutes, Il prend la tête du classement général avec 3 pts. Lapize suit avec 5 pts, Van houwaert avec 10 pts est 3e.
- 9 juillet : le Luxembourgeois François Faber gagne la troisième étape du Tour de France Metz-Belfort . Il s'échappe bien avant le Ballon d'Alsace arrivant à Belfort, après 250 KM courus en solitaire, avec 33 minutes d'avance sur le Français Gustave Garrigou, ce dernier était accompagné dans l'ordre par ses compatriotes Eugène Christophe, Ernest Paul et Constant Menager. Au classement général : 1er Faber 4 pts, 2e Garrigou 14 pts, 3e Christophe 15 pts.
- 11 juillet : le Luxembourgeois François Faber gagne la quatrième étape du Tour de France Belfort-Lyon. Faber est victime d'un saut de chaine à 1 KM de l'arrivée, il termine l'étape en poussant son vélo jusqu'à la ligne d'arrivée. Il conserve cependant 10 minutes d'avance sur le Français Constant Menager et 25 minutes sur le Français Gustave Garrigou. Au classement général 1er Faber 5 pts, 2e Garrigou 17 pts, 3e le Belge Cyrille Van Houwaert 21 pts.
- 11 juillet : le Belge Raymond Van Parys gagne le Grand Prix de l'Escaut .
- 13 juillet : le Luxembourgeois François Faber gagne la cinquième étape du Tour de France Lyon-Grenoble qui traverse le massif de la Chartreuse avec 5 minutes d'avance sur le Français Gustave Garrigou et 12 minutes sur le Belge Cyrille Van Houwaert. Ces trois là restent sur le podium du classement général : 1er Faber 6 pts, 2e Garrigou 19 pts, 3e Van Houwaert 25 pts.
- 15 juillet : le Luxembourgeois François Faber gagne la sixième étape du Tour de France Grenoble-Nice qui emprunte la côte de Laffrey et le col Bayard. En gagnant 5 étapes consécutives il établit un record qui perdure encore au premier quart du XXIe siècle. Le Français Jean Alavoine est second à 13 minutes. Au classement général : 1er Faber 7 pts, 2e le Français Gustave Garrigou 24 pts, 3e le Belge Cyrille Van Houwaert 32 pts.
- 17 juillet : Faber ne gagne pas l'étape mais la victoire reste dans sa famille puisque c'est son demi frère Français Ernest Paul qui gagne la septième étape du Tour de France Nice-Nimes. 17 minutes après lui le Français Louis Trousselier 2e règle au sprint dans l'ordre son compatriote Gustave Garrigou, le Luxembourgeois François Faber et le Français Jean Alavoine. Au classement général : 1er Faber 11 pts, 2e Garrigou 27 pts, 3e le Belge Cyrille Van Houwaert.
- 19 juillet : le Français Jean Alavoine dont la carrière dans le Tour se poursuivra longtemps gagne la huitième étape du Tour de France Nimes-Toulouse en battant au sprint le Français Ernest Paul. D'autres suivront. Il bénéficie cependant d'une chute collective, et comme le dernier kilomètre n'est pas encore neutralisé à la flamme rouge du dernier kilomètre, le Belge Cyrille Van Houwaert termine 3e à 20 secondes à cause de la chute. Le Luxembourgeois François Faber a été très touché mais finit l'étape 5e à 1 minute. Au classement Général : 1er Faber 16 pts, 2e le Français Gustave Garrigou 39 pts, 3e Van Houwaert 43 pts.
- 21 juillet : le Français Constant Ménager gagne la neuvième étape du Tour de France Toulouse-Bayonne devant ses compatriotes Julien Maitron et Georges Fleury. Le leader, le Luxembourgeois François Faber termine 10e. Au classement général il possède 26 pts devant les Français Gustave Garrigou 40 pts et Constant Menager 46 pts. Le comptage des points change en ne tenant plus compte des points acquis par ceux qui ont abandonné avant Bayonne. Par exemple le dernier de la 1ere étape ne marque plus que 70 pts à la place de 142 pts (Il reste 70 hommes en course).
- 23 juillet : le Luxembourgeois François Faber gagne la dixième étape du Tour de France Bayonne-Bordeaux en battant au sprint le Français Paul Duboc. Les Français Gustave Garrigou et Louis Trousselier sont 2e et 3e à 7 minutes. Le Français Georges Fleury se distingue en terminant l'étape après avoir du réparer à une forge sa fourche cassée, perdant ainsi plus de quatre heures sur le vainqueur de l'étape. Au classement général 1er Faber 27 pts, 2e Garrigou 43 pts, 3e Duboc 58 pts.
- 25 juillet : le Français Louis Trousselier fait encore parler de lui sur les routes du Tour de France en remportant la onzième étape Bordeaux-Nantes, c'est sa 12e victoire d'étapes sur le Tour un record pour l'époque qu'il améliore depuis 1906 à chaque victoire d'étape . Il laisse le Luxembourgeois François Faber 2e à 8 minutes. Suivent ensuite dans l'ordre à 9 minutes les Français Jean Alavoine, Paul Duboc et Eugène Christophe. Au classement général 1er Faber 29 pts, 2e le Français Gustave Garrigou 49 pts, 3e Duboc 62 pts.
- 27 juillet : le Français Gustave Garrigou autre grande figure du Tour gagne la douzième étape du Tour de France Nantes-Brest en s'imposant au cours d'un sprint à 6 durant lequel il bat le Luxembourgeois François Faber. Ce dernier au classement général reste 1er avec 31 pts suivent Garrigou 50 pts et le Français Paul Duboc 67 pts.
- 29 juillet : le Français Paul Duboc gagne la treizième étape du Tour de France Brest-Caen. Arrivé 7 minutes après, le Français Jean Alavoine règle au sprint pour la 2e place le Luxembourgeois François Faber 3e, les Français Louis Trousselier 4e et Gustave Garrigou 5e puis le Belge Cyrille Van Houwaert 6e. Au classement général un nouveau calcul nouveau calcul est fait en ne tenant plus en compte les points acquis par ceux qui ont abandonné avant Caen, par exemple le dernier de la 1ere étape marque 55 pts a la place de 142 pts  : 1er Faber 34 pts, 2e Garrigou 53 pts, le Français 3e Paul Duboc 68 pts et 4e Jean Alavoine 70 pts.

### Août
- 1er août : François Faber remporte le Tour de France et bat le record de victoires d'étapes sur un seul Tour (6). C'est le Français Jean Alavoine qui s'impose dans la quatorzième et dernière étape Caen-Paris avec 6 minutes 30 secondes sur son compatriote Louis Trousselier 2e et 6 minutes 36 secondes sur le Luxembourgeois François Faber 3e.
- 1er François Faber 37 pts (2 + 1 + 1 + 1 + 1 + 1 + 4 + 5 + 10 + 1 + 2 + 2 + 3 + 3)
- 2e le Français Gustave Garrigou 57 pts (5 + 3 + 2 + 3 + 2 + 5 + 3 + 10 + 5 + 3 + 6 + 1 + 5 + 4)
- 3e Jean Alavoine 66 pts (9 + 7 + 8 + 4 + 7 + 2 + 5 + 1 + 4 + 9 + 3 + 4 + 2 + 1)
- Ce dernier même sans changement dans le comptage des points à Caen aurait pris la 3e place à son compatriote Paul Duboc. Alavoine : 71 pts à Caen + 1 pts à Paris = 72 pts . Duboc 5e à Paris aurait fait : 68 pts à Caen + 5 pts à Paris = 73 pts.
- Par contre sans le changement de comptage des points de Bayonne ajouté à celui de Caen Duboc était 3eme avec 81 pts et Alavoine était 4eme avec 83 pts.
- 14 au 23 août : championnats du monde de cyclisme sur piste au Vélodrome d'Ordrup de Copenhague. Le Français Victor Dupré est champion du monde de vitesse professionnelle. Le Britannique William Bailey est champion du monde de vitesse amateur.
- 29 août : le Belge Cyrille Van Hauwaert devient champion de Belgique sur route.

### Septembre
8 septembre : l'Italien Eberardo Pavesi gagne la première édition du Tour d'Émilie.
16 septembre : le Belge Robert Wancourt gagne le Championnat des Flandres pour la deuxième année d'affilée.
20 septembre : l'Italien Giovanni Gerbi gagne Rome-Naples-Rome pour la troisième année d'affilée.
26 septembre : le Luxembourgeois François Faber gagne Paris-Tours.
26 septembre : l'Italien Dario Beni devient champion d'Italie sur route.

### Octobre
3 octobre : l'Italien Renato Pogliani gagne la première édition du Tour de Vénétie. L'épreuve ne reprendra qu'en 1912.
10 octobre : l'Italien Cesare Zanzottera gagne Milan-Modène.

### Novembre
- 7 novembre : l'Italien Giovanni Cuniolo gagne le Tour de Lombardie.

## Principales naissances
- 17 avril : Jef Scherens, cycliste belge, sept fois champion du monde de vitesse († 9 août 1986).
- 26 avril : Luigi Marchisio, cycliste italien, vainqueur du Tour d'Italie en 1931 († 3 juillet 1992).
- 6 mai : Alfredo Bovet, cycliste italien, vainqueur du Milan-San Remo en 1932 († 15 janvier 1993).
- 22 août : Sylvère Maes, cycliste français, vainqueur du Tour de France en 1936 et 1939, et de Paris-Roubaix en 1933 († 5 décembre 1966).
- 29 septembre : Vasco Bergamaschi, cycliste italien, vainqueur du Tour d'Italie en 1935 († 24 septembre 1979).